# David Boies
David Boies (/bɔɪz/; Sycamore, 11 de março de 1941) é um advogado americano e presidente do escritório de advocacia Boies, Schiller & Flexner. Boies ganhou destaque nacional em três casos principais: liderar a bem-sucedida acusação do governo federal da Microsoft nos Estados Unidos v. Microsoft Corp., sua representação malsucedida do candidato presidencial democrata Al Gore em Bush v. Gore, e pela representação bem-sucedida do demandante em Hollingsworth v. Perry, que invalidou a Proposição 8 da Califórnia que proíbe o casamento entre pessoas do mesmo sexo. Boies defendeu vários outros clientes de destaque nos Estados Unidos, incluindo Theranos, empresas de tabaco e Harvey Weinstein.

## Primeiros anos
Boies nasceu em Sycamore, Illinois, filho de dois professores, e foi criado em uma comunidade agrícola. Tem quatro irmãos. Seu primeiro trabalho, aos dez anos de idade, foi como entregador de jornais a 120 clientes. Boies tem dislexia e não aprendeu a ler até a terceira série. O jornalista Malcolm Gladwell descreveu os processos únicos de leitura e aprendizado que Boies experimentou devido à sua dislexia. Quando criança, sua mãe lia histórias para ele, que as memorizava porque não conseguia seguir as palavras da página.
Em 1954, a família se mudou para a Califórnia. Boies concluiu o ensino médio na Fullerton Union High School, em Fullerton. Frequentou a Universidade de Redlands, de 1960 a 62, e recebeu o diploma de bacharel da Universidade do Noroeste, em 1964. Posteriormente, obteve um diploma de J.D. cum laude, pela Yale Law School, em 1966, e um LL.M., pela New York University School of Law, em 1967. Foi agraciado com um LL.D. honorário da Universidade de Redlands, em 2000.
David Boies faz parte do Conselho de Curadores do National Constitution Center da Filadélfia, que é um museu dedicado à Constituição dos Estados Unidos.

## História profissional

### Escritório de advocacia
Boies foi advogado em Cravath, Swaine & Moore, onde começou a faculdade de direito em 1966 e tornou-se sócio em 1973. Ele deixou a Cravath em 1997, quando um grande cliente se opôs à sua representação do New York Yankees, embora a própria empresa não tivesse encontrado nenhum conflito. Ele deixou a empresa em 48 horas após ser informado da objeção do cliente e criou sua própria empresa, agora conhecida como Boies, Schiller & Flexner LLP. Atualmente, ocupa a 23.ª posição em "prestígio geral" e a 15.ª entre os escritórios de advocacia de Nova Iorque pelo Vault.com, um site sobre informações jurídicas sobre carreiras.

### Casos notáveis
- Boies perdeu o primeiro caso importante de compartilhamento de arquivos que acabou colocando a Napster em falência.[14]
- Ele representou o Departamento de Justiça no caso Estados Unidos x Microsoft Corp.. Boies obteve uma "vitória" no julgamento[15] e o veredito foi confirmado em recurso. O tribunal de apelação anulou a medida ordenada (cisão da empresa) e ordenou a volta ao tribunal de julgamento para novos procedimentos. Posteriormente, o governo de George W. Bush resolveu o caso. Bill Gates disse que Boies estava "disposto a destruir a Microsoft".[16]  Em 2001, o Washington Monthly chamou Boies de "brilhante advogado de julgamento", "Clarence Darrow da atualidade" e "gênio louco" por seu trabalho no caso da Microsoft.[15]
- Também em Cravath, Boies defendeu a CBS no processo por difamação Westmoreland x CBS, de 1984–5, mas depois de se arrastar por dois anos, o caso foi retirado.[17]
- Após a eleição presidencial nos Estados Unidos em 2000, ele representou o vice-presidente Al Gore em Bush v. Gore.[16] Em Recount, de Jay Roach, que foca o caso, Boies é interpretado por Ed Begley Jr..
- Em 2006, Boies, Schiller & Flexner LLP negociaram um importante acordo com a American International Group em nome de seu cliente, C. V. Starr, empresa controlada por  Maurice R. Greenberg, ex-presidente e diretor executivo da A.I.G.[18] Em 2015, Boies venceu em julgamento uma alegação de que o resgate de 85 bilhões de dólares da A.I.G. pelo governo havia sido injusto com os proprietários da empresa.[19] Boies apelou, pedindo maiores danos em dinheiro.
- Boies negociou em nome da American Express dois dos mais altos acordos civis de todos os tempos para uma empresa: 2,25 bilhões de dólares da Visa e 1,8 bilhões de dólares da MasterCard.[20]
- Boies está representando o cineasta Michael Moore sobre uma investigação do Departamento do Tesouro sobre a viagem de Moore a Cuba durante as filmagens de Sicko.[21]
- Em 24 de junho de 2009, após a decisão da Suprema Corte da Califórnia sobre o caso  Strauss x Horton, Boies juntou-se ao ex-procurador-geral Theodore Olson, buscando derrubar a  Proposição 8, de proibição do casamento entre pessoas do mesmo sexo, no estado da Califórnia.[22] Em agosto de 2010, o juiz do Tribunal Distrital decidiu a favor dos clientes de Boies, considerando inconstitucional a Proposição 8. Em 26 de junho de 2013, a Suprema Corte dos Estados Unidos decidiu que os proponentes da Proposição 8 não tinham legitimidade para contestar a decisão, permitindo que a sentença do Tribunal Distrital permanecesse. Casamentos entre pessoas do mesmo sexo foram retomados na Califórnia em 28 de junho de 2013.
- Boies é personagem destacada em Bad Blood: Segredos e mentiras em uma Startup do Vale do Silício, livro de não ficção do repórter investigativo John Carreyrou, do Wall Street Journal, sobre fraudes na Theranos, empresa que comercializava exames de sangue supostamente realizados de maneira muito mais simples e barata, por um equipamento "inovador" denominado Edison. Segundo a reportagem de Carreyrou, Boies, bem como os advogados Heather King e Michael Brille, tentaram "blindar" a startup, mediante vigilância de testemunhas e de jornalistas, uso indevido de acordos de não divulgação e declarações juramentadas, de táticas de intimidação e outras práticas abusivas. A firma Boies Schiller Flexner LLP é retratada por Carreyrou como uma extensão da Theranos, tendo inclusive cedido o uso dos escritórios da firma em Nova York para hospedar reuniões promocionais da Theranos, tais como aquela em que foi feito o falso exame de sangue do escritor da Fortune, Roger Parloff. De acordo com Carreyrou, Boies concordou em ser pago pelo trabalho de seu escritório com ações da Theranos, cujo valor ele esperava que aumentasse drasticamente. Boies também fez parte da diretoria da Theranos, [23] o que levou a alegações de conflitos de interesse.[24]

### Citações
- Notícias em destaque

### Artigos
- Matéria de Capa, Forbes Magazine: "David Boies Takes on Eliot Spitzer in the Fight over AIG", por Daniel Fisher, Carrie Coolidge and Neil Weinberg, 9 de maio de 2005
- Matéria de Capa, New York Magazine: "The Trials of David Boies Why one Superlawyer has a Hand in Virtually All the High-profile cases of the Day. And How Bush v. Gore became the One that Got Away"  por Chris Smith, 26 de fevereiro de 2001
- Matéria de Capa, New York Times Sunday Magazine, "David Boies: The Wall Street Lawyer Everyone Wants" por Cary Reich, 1 de junho de 1986
- Newsweek Magazine: "Microsoft's Tormentor How an affable trial lawyer with an understated canniness is driving Gates & Co. to the wall", 1 de março de 1999
- Vanity Fair "1999 Hall of Fame"  Dezembro de 1999
- The Financial Observer: "The Golden Boies", por Renee Kaplan, 18 de setembro de 2000
- Vanity Fair: "The Man who ate Microsoft"  por David Margolick, Março de 2000
- The National Law Journal: "Lawyer of the Year", 3 de janeiro de 2000
- Esquire Magazine: "What Does $750 an Hour Get You? A week in the datebook of David Boies"  por Andrew Chaikivsky, Maio de 2003
- Vanity Fair: trecho do livro de David Boies Courting Justice, setembro de 2004
- Schneider-Mayerson, Anna (18 de dezembro de 2006). «The Boies Family: Super-lawyer David Boies has been the go-to guy for legions of powerful people and institutions, including Al Gore, George Steinbrenner and CBS. Plus he's friends with both his ex-wives». New York Observer. Cópia arquivada em 18 de maio de 2007
- Olive, David (24 de novembro de 2003). «Betrayal catches Black by surprise». Toronto Star. Cópia arquivada em 27 de setembro de 2011

### Livros
- Courting Justice: From New York Yankees vs. Major League Baseball to Bush vs. Gore, 1997–2000 (Miramax Books, 2004) ISBN 0-7868-6838-4
- v. Goliath: The Trials of David Boies, by Karen Donovan (Pantheon, 2005) ISBN 0-375-42113-0